# 同松药店
同松药店，位于江苏省扬州市宝应县，是中华人民共和国江苏省文物保护单位之一。
2011年12月30日，授予江苏省文物保护单位，是一座古建筑。